# Do Balacobaco 2.Zé
Do Balacobaco 2.Zé (originalmente Do Balacobaco) é um programa humorístico da rádio 89 FM A Rádio Rock de São Paulo, criado e apresentado por Zé Luiz em 2002 com o nome Do Balacobaco, e foi ao ar de 14 de fevereiro de 2002 até 7 de junho de 2006. O programa voltou ao ar em 17 de março de 2014 com o novo nome, Do Balacobaco 2.Zé, e contava novamente com Zé Luiz. Além dele, Simone Garuti, Rafaella Rondelli e Yuri Danka completavam o elenco. Simone Garuti deixou o programa em 2015 e foi substituída por Bruna Teddy, que ficou até o final de 2018.
O programa mistura música, humor e informação, e vai ao ar ao vivo de segunda à sexta das 10:00 às 12:00 horas. Desde sua re-estreia em 2014, o programa é transmitido com som e imagem para os ouvintes de todo o mundo através do perfil do apresentador do programa, Zé Luiz, na plataforma Twitch e do site oficial da 89FM.
Em 2015, o programa ganhou o Troféu APCA na categoria humor. Também foi indicado ao Prêmio Jovem Brasileiro de Melhor Programa de Rádio em 2016 e 2017.
Em 16 de março de 2020, devido à Pandemia de COVID-19 e às medidas de distanciamento social para evitar o contágio, o programa passou a ser transmitido parcialmente da casa dos apresentadores Zé Luiz e Rafaella Rondelli, enquanto Yuri Danka permanecia no estúdio.
Em 12 de maio de 2020, estreou o quadro "Falando Francamente" com o jornalista André Fran. Atualmente o programa conta com os quadros “Amor de Quarta”, apresentado as quartas- feiras, aonde a apresentadora Rafaella Rondelli procura resolver os problemas amorosos dos ouvintes e “Do Balacobaco No Olho da Rua”, aonde os apresentadores distribuem prêmios no meio do trânsito. 
O programa já entrevistou artistas e personalidades diversas como Titãs, Pitty, Dinho Ouro Preto, João Carlos Martins, Andreas Kisser, Neil Patrick Harris, Gavin Rossdale, The Struts, Walter Casagrande, André Abujamra, Nany People, Manu Gavassi, Cleo Pires, Fernando Meligeni, Danilo Gentili, Fabio Porchat, Miá Mello, Bob Gruen, André Fran, Zeeba, Eagle-Eye Cherry, Rogério Flausino, Wilson Sideral, entre outros.

## Apresentadores
- Zé Luiz (2002–2006; 2014–presente)
- Rafaella Rondelli (2014–presente)
- Yuri Danka (2014–presente)

## Ex-integrantes
- Simone Garuti (2014–2015)
- Bruna Thedy (2015–2018)

## Prêmios e indicações
| Ano  | Prêmio                  | Categoria                | Resultado |
| ---- | ----------------------- | ------------------------ | --------- |
| 2015 | Troféu APCA             | Humor                    | Venceu    |
| 2016 | Prêmio Jovem Brasileiro | Melhor Programa de Rádio | Indicado  |
| 2017 | Prêmio Jovem Brasileiro | Melhor Programa de Rádio | Indicado  |